# 千本木康亘
千本木 康亘（せんぼんぎ やすもと、1935年7月10日 - 2018年12月28日）、日本の彫刻家。群馬大学教育学部教授。二科展会員、役員

## 経歴
群馬県前橋市に生まれる
群馬大学に進み油絵から彫刻に転向する。清水刀根に師事し、群馬大学在学中の1961年（昭和36年）第47回二科展特選。1968年（昭和43年）二科展金賞。翌年、二科展会員となる。
1987年（昭和62年）から群馬県美術会副会長を務め、2004年（平成16年）に彫刻部門から初となる会長に就任した。

## 主な作品
- 「望」（1969年　前橋市民文化会館）
- 「風」（1983年　前橋敷島公園　あかぎ国体記念）
- 「あかぎ国体記章（メダル）記念章」（1983年）
- 「全国障碍者スポーツ大会記章」（1983年）
- 「爽」（国立赤城青少年交流の家」（1991年）
- 「ふるさとの思い出」（1992年　前橋駅前通り）
- 「循環する輪」（1998年　群馬県立館林美術館）
- 「浮遊」（2006年　二科展文部科学大臣賞）